# Артамонов, Фёдор Артамонович
Фёдор Артамонович Артамонов (1795 — 6 (18) мая 1876, Санкт-Петербург) — смотритель и редактор Санкт-Петербургской сенатской типографии, редактор официальной газеты «Сенатские объявления о запрещениях и разрешениях на недвижимые имения», статский советник.

## Биография
Происходил из купеческого сословия. Воспитанник С.-Петербургского училища Святого Петра (Петришуле). В службе канцелярским чиновником с 1813 года. В чине коллежского секретаря с 1819 по 1823 год служил секретарем Вяземского земского суда Смоленской губернии, на 23 декабря 1822 (4 января 1823) — титулярный советник, в той же должности. В том же чине — титулярного советника с 1835 года определён в штат Департамента Министерства юстиции, чиновником по С.-Петербургской конторе Сенатской типографии, и. д. столоначальника и корректора по третьему отделению типографии.
С.-Петербургская сенатская типография находилась в ведении и состояла под общим управлением обер-прокурора (директора) 1-го департамента Правительствующего Сената, её штатные чиновники и служащие, не имевшие классного чина, причислялись к штату сенатских чиновников (лиц, состоящих на классной государственной службе) и сенатских служащих (лиц, не имевших классного чина и работавших по найму). Структура С.-Петербургской сенатской типографии в то время включала в себя три отделения: в ведении 1-го отделения, с общей канцелярией, находилось издание «С.-Петербургских сенатских ведомостей» и исправление поручений управляющего типографией обер-прокурора Сената, печатались высочайшие повеления, указы Сената, все манифесты, трактаты, собственно сенатские ведомости, с особыми «Собраниями узаконений и распоряжений правительства», патенты и проводились «разные мелочные работы»; во 2-м печатались докладные записки по делам общих собраний сенатских департаментов, сенатские объявления о вызовах к слушанию решений, выписок о продажах имений, о вызовах наследников, о банкротах, о совершенных и явленных крепостных актах и о проч., сборники сенатских решений; в 3-м печатались Объявления о запрещениях и разрешениях на недвижимые имения; а также словолитню, переплётную и книжную лавку. Возглавлял типографию директор, вторым по должности, но не по рангу, был смотритель, или факто́р типографии. По общей канцелярии (первому отделению) типографии также состояли: старший помощник факто́ра, два письмоводителя (столоначальника), которые отвечали за издание «С.-Петербургских сенатских ведомостей» и «Собраний узаконений и распоряжений правительства», три корректора, мастер пупсонного искусства, переводчик сенатских ведомостей с русского на немецкий язык, корректор азиатского языка, канцелярские служители высшего и среднего оклада, комиссар для хранения материалов (он же управлял и книжной лавкой при типографии), его помощник, надзиратель за рассылкой сенатских изданий и инженер-механик при типографских машинах. По второму отделению состояли: смотритель отделения, его помощник, двенадцать корректоров, смотритель по типографии «вообще за материалами и проч.». По третьему отделению состояли: редактор, или издатель объявлений о запрещениях и разрешениях имений, три столоначальника и три корректора. Подписка на издания Сенатской типографии в С.-Петербурге принималась в Сенатском казначействе, для иногородних — в газетной экспедиции С.-Петербургского почтамта, доставка на дом в С.-Петербурге принималась у комиссара сенатской книжной лавки.
Тогда же — во второй половине 1830-х годов, согласно адресным книгам столицы, титулярный советник Ф. А. Артамонов, служивший в конторе С.-Петербургской сенатской типографии, проживал в доходном доме, по ул. Большой Подьяческой, № 4 / проспекту Екатерининскому, № 73 (прежде именовавшегося под № 253 и 254, 4-го квартала, 3-й Адмиралтейской части).
В том чине — титулярного советника, и в той должности — старшего корректора С.-Петербургской сенатской типографии, 22 августа (3 сентября) 1839 года Артамонов награждён знаком отличия «Беспорочная служба XV». В том же чине, в 1840 году назначен на должность смотрителя (факто́ра) С.-Петербургской сенатской типографии. В той должности, с 10 (22) октября 1840 года, произведён в чин коллежского асессора. Его непосредственным начальником, в том же — 1840 г., остался надворный советник Василий Михайлович Михайлов (1789 — 29.03.1864), назначенный новым директором С.-Петербургской сенатской типографии, а прежде занимавший должность редактора «Сенатских объявлений о запрещениях и разрешениях на недвижимые имения». В той должности и в том чине, 22 августа (3 сентября) 1841 года Артамонов награждён з. о. «Беспорочная служба XX». Согласно новому штату С.-Петербургской сенатской типографий, высочайше утверждённого 23 декабря 1842 (4 января 1843), смотритель (факто́р) типографии оставался, по-прежнему, заместителем директора типографии; по должности и мундиру состоял в VIII классе (коллежского асессора) Табели о рангах, с годовым окладом в размере 700 руб. серебром, или 2450 руб. ассигнациями. Всего в типографском штате, по С.-Петербургской конторе, то есть в общем смотрении факто́ра С.-Петербургской сенатской типографии, находилось почти триста типографских чиновников и служащих. Указом от 3 (15) июля 1843 года, пожалован кавалером ордена Святого Станислава 3 степени, коллежский асессор, Правительствующего Сената смотритель С.-Петербургской сенатской типографии [Ф. А.] Артамонов, «по засвидетельствованию министра юстиции о ревностной службе и особых трудов, согласно удостоению Комитета министров».
Тогда же — в первой половине 1840-х годов, согласно адресным книгам столицы, коллежский асессор Ф. А. Артамонов, служивший смотрителем С.-Петербургской сенатской типографии, проживал по наб. р. Мойки, 1-го квартала 4-й Адмиралтейской части, близ городской тюрьмы (ныне — Литовский замок), в доме Трувеллер, под № 95. Это домовладение ныне известно, как памятник архитектуры — Дом А. И. Мусина-Пушкина (наб. р. Мойки, 104).
Состоял в должности факто́ра С.-Петербургской сенатской типографии с 1840 по 1845 год. С того же — 1845 года, назначен на должность редактора газеты «Сенатские объявления о запрещениях и разрешениях на недвижимые имения», то есть редактором третьего отделения С.-Петербургской сенатской типографии. Несмотря на то, что третье отделение являлось лишь одним из структурных подразделений типографии в С.-Петербурге, назначение на должность его редактора (начальника) являлось повышением: редактор третьего отделения состоял, по должности и мундиру, в VII классе (надворного советника) Табели о рангах, и в V классе (статского советника) — по пенсионному обеспечению; годовой оклад редактора «Объявлений» составлял 800 руб. серебром, или 2800 руб. ассигнациями. Редактор «Сенатских объявлений о запрещениях и разрешениях на недвижимые имения», как начальник третьего отделения Сенатской типографии, по рангу своей должности, стоял выше начальника Московской сенатской типографии и факто́ра С.-Петербургской сенатской типографии. В его прямом подчинении находились чиновники третьего отделения типографии: два столоначальника (в ранге коллежских секретарей), один старший (в ранге титулярного советника) и два младших (в ранге коллежских секретарей) корректора, — и служащие отделения: два канцелярских служителя высшего и два — среднего оклада, два старших наборщика, десять наборщиков высшего и четыре наборщика среднего оклада, пять наборных учеников, восемь печатников, восемь батырщиков, один старший и два младших подъемщика. В той должности, ВП от 2 (14) августа 1847 за № 144, по ведомству Министерства юстиции, производится, за выслугу лет, из коллежских асессоров — в надворные советники, Правительствующего Сената типографии редактор [Ф. А.] Артамонов, со старшинством с 13 (25) июля 1847 года.
Ф. А. Артамонов прослужил в ведомстве Министерства юстиции тридцать три года (1835—1868), из них в штате Сенатской типографии — тридцать лет (1835—1865), в том числе с 1845 по 1865 год — в должности редактора «Сенатских объявлений о запрещениях и разрешениях на недвижимые имения». Это издание является самым обширным и значимым библиографическим источником по истории помещичьего землевладения России в XIX в., а также недвижимого имущества купеческого и мещанского сословий. Снабженные справочными указателями, объявления о запрещениях и разрешениях на имения значительно расширяют и упрощают возможности архивного поиска необходимой информации, особенно в силу примитивной оцифровки архивных фондов о помещичьих владениях в Российской империи.
В том чине — надворного советника, и в той должности — редактора третьего отделения С.-Петербургской сенатской типографии, 22 августа (3 сентября) 1850 года награждён з. о. «Беспорочная служба XXX», 22 августа (3 сентября) 1859 — з. о. «Беспорочная служба XXXV». В том же — 1859 г., пожалован кавалером ордена Святой Анны 3 степени и орденом Святого Владимира 4 степени, за 35-летнюю, в классных чинах и должностях, беспорочную службу (пожалован 22 сентября (4 октября) 1859; указ от 7 (19) ноября 1859). Имел темно-бронзовую медаль «В память войны 1853—1856».
Судебная реформа 1864 года затронула и структуру С.-Петербургской сенатской типографии. В ней появилась отдельная редакция, на правах временного отделения, «Сенатских объявлений по казённым, правительственным и судебным делам». В следующем — 1865 г., по достижении возраста 70 лет, Артамонов был отставлен от должности редактора третьего отделения Сенатской типографии («Объявлений о запрещении и разрешении на недвижимые имения»), с оставлением на службе в штате Министерства юстиции. Временно и. д. редактора «Сенатских объявлений о запрещениях и разрешениях на имения» был назначен воспитанник Императорского Гатчинского сиротского института, коллежский асессор Матвей Андреевич Осипов, ранее занимавший должность старшего корректора первого отделения типографии. Редактором же «Сенатских объявлений по казённым, правительственным и судебным делам» с 1 (13) сентября 1866 назначен воспитанник Императорского Гатчинского сиротского института, надворный советник Измаил Сергеевич Соколовский (1815-31.05.1875), ранее, наряду с М. А. Осиповым, занимавший должность второго старшего корректора первого отделения типографии, а с 1 (13) сентября 1864 назначенный заведовать временным отделением (редактором) «Сенатских объявлений по казённым, правительственным и судебным делам».
Приказом министра юстиции от 15 (27) апреля 1865 за № 30, по Департаменту министерства, причислен, согласно желанию, к Департаменту Министерства юстиции, редактор «Объявлений о запрещениях и разрешениях по имениям», надворный советник [Ф. А.] Артамонов, с откомандированием в распоряжение обер-прокурора 1-го департамента Правительствующего Сената, с 15 (27) марта 1865 года. Таким образом, Артамонов ещё в течение трех лет оставался на государственной службе, состоя штатным советником при обер-прокуроре 1-го департамента Сената, в ведении которого находилось общее управление Сенатской типографией, включавшей с.-петербургскую и московскую конторы. Обер-прокурором 1-го департамента в то время служил выпускник С.-Петербургского университета, активный участник судебной реформы 1864 года, действительный статский советник Михаил Фёдорович Гедд, вскоре пожалованный в чин тайного советника (15.06.1865) и назначенный сенатором (19.05.1866); с 19 (31) мая 1866 обер-прокурором 1-го департамента назначен выпускник Императорского училища правоведения, действительный статский советник Отто Васильевич фон Эссен, ранее занимавший должность обер-прокурора 1-го отделения 3-го департамента Сената и c 30 ноября (12 декабря) 1867 назначенный на должность директора Департамента Министерства юстиции, к которому и был причислен Артамонов. Сенатским указом от 5 (17) октября 1865 за № 360, произведён, за выслугу лет, по Правительствующему Сенату, по С.-Петербургской сенатской типографии, в коллежские советники — редактор, надворный советник Фёдор Артамонов, со старшинством с 13 (25) июля 1853 (!) года. Сенатским указом от 14 (26) февраля 1867 за № 16, по ведомству Министерства юстиции, произведён, за выслугу лет, в статские советники — коллежский советник, состоящий при Департаменте Министерства юстиции Ф. А. Артамонов, со старшинством с 15 (27) марта 1865 года. Приказом министра юстиции от 25 июня (7 июля) 1868 за № 39, по Департаменту министерства, уволен от службы, согласно прошению, состоящий при департаменте, статский советник [Ф. А.] Артамонов — с мундиром, присвоенным прежней его должности редактора «Объявлений о запрещениях и разрешениях на имения», с 14 (26) мая 1868 года. Таким образом, будучи произведённым в чин статского советника и получая пенсию по рангу чиновника V класса, после отставки Ф. А. Артамонов имел право носить мундир надворного советника.
Тогда же — во второй половине 1860-х годов, согласно адресным книгам столицы, советник Сенатской типографии Ф. А. Артамонов, состоявший на службе при Департаменте Министерства юстиции, проживал в доходном доме Форстадиус, 1-го участка Коломенской части, по ул. Малая Мастерская, № 2 (2а) / ул. Офицерская, № 52, что прежде находился в 4-й Адмиралтейской части. С перестройками дом сохранился до настоящего времени, а в 1860-х домовладение принадлежало Екатерине Васильевне Форстадиус, вдове финского дворянина, прапорщика 4-го стрелкового батальона Карла Николаевича Форстадиуса, в марте 1855 отличившегося, и в апреле того же — 1855 г., убитого, при обороне Севастополя. После смерти вдовы Е. В. Форстадиус в мае 1866 года, домовладелицей стала её единственная дочь — малолетняя Ольга Карловна Форстадиус, в замужестве Штенгер (18.01.1854-18.11.1872), над имуществом которой была учреждена дворянская опека.
В 1865—1866 гг., после отставки с должности редактора «Сенатских объявлений о запрещениях и разрешениях на имения», Ф. А. Артамонов был приглашен на работу в редакцию столичной газеты «Петербургский листок», где трудился в свободное от обязанностей советника Сенатской типографии время. По этой причине, он стал одним из участников громкого судебного процесса, разгоревшегося в 1866 году между издателем-редактором «Петербургского листка», надворным советником Почтового департамента И. А. Арсеньевым, и собственниками газеты — харьковскими помещиками, братьями Н. А. и А. А. Зарудными. Судебный процесс, начавшийся как гражданско-правовой спор о распределении доходов от издания газеты, скандально перерос в уголовное преследование и Арсеньева, и братьев Зарудных, обвинявших друг друга в мошенничестве, подлоге финансовой отчетности, подделке финансовых документов и пр. Под присягой свидетели — сотрудники газеты, дали показания, что Арсеньев склонял сотрудников «Петербургского листка», под страхом увольнения, к лжесвидетельствованию в судебных заседаниях и требовал молчать о подделке редакционных книг и подаче неверных сведений из типографии о тиражах и продажах газеты. Трудно сказать, по какой причине, но именно Ф. А. Артамонов, по просьбе Арсеньева, подал прошение прокурору С.-Петербургской судебной палаты, в котором обвинил свидетелей в даче неправильных показаний, лжеприсяге и клятвопреступлении, которое осталось без удовлетворения.